# Meckenheim (Rheinland)
Meckenheim település Németországban, azon belül Észak-Rajna-Vesztfália tartományban. Lakosainak száma 25 031 fő (2023. december 31.). Meckenheim Alfter és Rheinbach községekkel határos.

## Népesség
A település népességének változása:
| Lakosok száma | 11 645 | 23 574 | 24 661 | 24 684 | 24 693 | 24 877 | 25 031 |
|               | 1975   | 2014   | 2017   | 2019   | 2021   | 2022   | 2023   |